# Ladislav Fuks
Ladislav Fuks (ur. 24 września 1923 w Pradze, zm. 19 sierpnia 1994 tamże) – czechosłowacki i czeski prozaik. W swojej twórczości ukazywał człowieka zniewolonego w świecie przemocy, w scenerii drugiej wojny światowej i Holocaustu. Większość jego dzieł zawiera wątki autobiograficzne, często ukryte. Niemal we wszystkich powieściach pojawia się motyw delikatnego, słabego chłopca, żyjącego w swoim własnym świecie i tęskniącego za prawdziwą przyjaźnią. Właśnie ta, stale pojawiająca się postać cierpiącego i dręczonego chłopca jest bezpośrednio związana z osobą samego autora. Dzieła Fuksa są też czasami autobiograficzną trawestacją, na przykład Księżna i kucharka (Vévodkyně a kuchařka). Fuks jest też w swojej twórczości mistrzem maski, alegorii i aluzji. W swoich powieściach Fuks umieszczał także trudno wykrywalne żarty, często prowadził wyrafinowaną grę z czytelnikami, nieraz bardzo trudną do rozszyfrowania.

## Życiorys

### Dzieciństwo
Jego dzieciństwo nie należało do szczęśliwych – ojciec, pracujący w policji, był chłodnym i dominującym człowiekiem, a matka dbała tylko o dobre społeczne wychowanie syna. Temat smutnego dzieciństwa i buntu przeciwko ojcu pojawia się zresztą w niektórych powieściach. Największym kryzysem w okresie dojrzewania Ladislava Fuksa był początek drugiej wojny światowej, kiedy uświadomił sobie swój homoseksualizm. Okrutny los swoich żydowskich kolegów z gimnazjum doświadcza go boleśnie, jednakże sam ma poczucie zagrożenia – w obozach koncentracyjnych znajdują się nie tylko Żydzi czy Romowie, ale także homoseksualiści. Wielu krytyków literackich później często zadawało pytanie, jak to możliwe, że Fuks, jako nieżydowski pisarz, potrafił tak wczuć się to, co czuła żydowska mniejszość i poświęcić ich tematyce znaczną część swojej twórczości. Odpowiedź to właśnie jego poczucie solidarności z tragedią tego narodu, ale także niepokój z powodu zagrożenia, które czuł przez całe życie.
Wątki autobiograficzne, opisujące okres dzieciństwa i dojrzewania, można znaleźć w jednej z powieści Fuksa, pt. Wariacje na najniższej strunie.

### Pisarz
Po ukończeniu gimnazjum Fuks pracował podczas wojny w zarządzie rolniczym w Hodoninie. Po wojnie kontynuował studia na wydziale filozoficznym Uniwersytetu Karola w Pradze, gdzie się poświęcił filozofii, psychologii i historii sztuki. Studia pomyślnie ukończył w roku 1949. Następnie pracował jako urzędnik w papierniach, a w połowie lat pięćdziesiątych stał się pracownikiem Urzędu Ochrony Zabytków na zamku Kynžvart. Od roku 1959 pracował w Galerii Narodowej, a w roku 1963, już po czterdziestce, wydał w końcu swoją pierwszą powieść – Pan Theodor Mundstock. To jego wejście na pole literackie było dosłownie gromem z jasnego nieba i w bardzo krótkim czasie Ladislav Fuks stał się jednym z najbardziej uznanych pisarzy nie tylko Czechosłowacji, ale też i Europy. Każda dalsza książka tylko potwierdzała nadzwyczajny talent autora. Pod koniec lat siedemdziesiątych Fuks uległ naciskowi politycznemu i przeszedł na stronę komunistycznego reżimu. Udzielał bardzo dużo wywiadów do gazet, gdzie chwalił ustrój socjalistyczny, został członkiem normalizacyjnego Związku Pisarzy, a jego służalczość wobec komunistycznych funkcjonariuszy była znana wśród kolegów literatów.

### Koniec życia
Większość swojego życia Fuks przeżył w osamotnieniu bądź w otoczeniu wątpliwych postaci – młodych ludzi, którzy często mieli kryminalną przeszłość, większość z nich zarabiała na życie prostytucją. Pisarz spróbował zmienić swoją sytuację i ożenił się w roku 1964 z bogatą Włoszką, Giulianą Limiti, a zaślubiny miały miejsce w bazylice Santa Maria Maggiore w Mediolanie. Młodej parze gratulował wtedy zarówno papież Paweł VI, jak i przewodniczący partii komunistycznej we Włoszech, Palmiro Togliatti. Krótko po ślubie Fuks jednak uciekł od żony i był hospitalizowany w szpitalu psychiatrycznym w Pradze.
W latach siedemdziesiątych i osiemdziesiątych ciągle wydawał dalsze powieści i był odwiedzany przez tajną policję. Jego ostatnim wielkim dziełem była Księżna i kucharka. Ladislav Fuks zmarł 19 sierpnia 1994 roku w swoim mieszkaniu w dzielnicy Pragi, Dejvice, a jego ciało zostało znalezione dopiero dwa dni po śmierci.

## Twórczość
- Pan Theodor Mundstock (1963) – historia praskiego Żyda, który żyje w nieustannej obawie przed wysyłką do obozu koncentracyjnego i zaczyna się przygotowywać do życia obozowego – dawkuje sobie głodowe racje żywnościowe, śpi na pryczy i nosi bardzo ciężkie rzeczy. Dodatkowo żyje pewnymi halucynacjami, rozmawiając z własnym cieniem. Nie dożywa wywózki, ginie potrącony przez samochód;
- Wariacje na najniższej strunie (Variace na temnou strunu, 1966) – historia życia sprzed okupacji niemieckiej, widziana oczyma chłopca. Rzeczywistość miesza się z rozmaitymi opowieściami i plotkami, zasłyszanymi od różnych ludzi. Jest to powieść zawierająca dużo wątków autobiograficznych;
- Palacz zwłok (Spalovač mrtvol, 1967) – groteskowa powieść o pracowniku praskiego krematorium, na którego na krótko przed wybuchem drugiej wojny światowej bardzo wpływa nasilająca się już wtedy propaganda nazistowska, która powoduje, że bohater zmienia się nie do poznania i w imię ratowania swojej rodziny gotów jest pozbawić ją życia;
- Myszy Natalii Mooshaber (Myši Natálie Mooshabrové, 1970) – romans spod znaku powieści gotyckiej i horroru, opowieść na granicy rzeczywistości i fantazji. Główną bohaterką jest biedna wdowa, której syn jest kryminalista, a córka prostytutką;
- Nieboszczycy na balu: mała humoreska (Nebožtíci na bále 1972) – żywot mieszczaństwa sprzed pierwszej wojny światowej; pisarz wprowadza tutaj elementy groteskowego humoru;
- Śledztwo prowadzi radca Heumann (Příběh kriminálního rady, 1971) – powieść psychologiczna o konflikcie między tytułowym radcą a jego dorastającym synem. Powieść często się przedstawia jako horror detektywistyczny.

## Ekranizacje
Na podstawie powieści Fuksa powstało kilka filmów, w tym dwa nakręcone przez polskich reżyserów. W 1978 powstał kryminał Wśród nocnej ciszy (reż. Tadeusz Chmielewski) na podstawie powieści Śledztwo prowadzi radca Heumann, a w 1983 dramat wojenny (rozgrywający się w getcie) Kartka z podróży (reż. Waldemar Dziki) fabularnie oparty na Panu Teodorze Mundstocku. Powieść Palacz zwłok została zekranizowana w roku 1967 przez Juraja Herza, główną rolę zagrał Rudolf Hrušínský.